# Papeari
Papeari est une des deux composantes de la commune de Teva I Uta, au sud de l'île de Tahiti, en Polynésie française. Papeari a le statut de commune associée et dispose d'une mairie annexe.
Paul Gauguin a vécu plusieurs années en ce lieu (1891-1893).

## Géographie
La partie habitée de la localité est en bord de mer. Le nord de la commune rejoint les zones montagneuses du centre de l'île et culmine à plus de 1 000 m. Plusieurs rivières descendent des montagnes et ont creusé des vallées à la végétation luxuriante.

## Histoire
Papeari est un des plus anciens villages de l'île de Tahiti. Son nom ancien est Vaiari ; il comprend l'élément vai signifiant « eau » en tahitien.

## Administration
Le conseil municipal de Teva I Uta est composé de 33 membres, dont 16 pour Papeari et 17 pour Mataiea. Le maire délégué pour Papeari est Alain Sangue (conseil municipal installé le 24 mai 2020).

## Démographie
La commune a connu un accroissement démographique important, passant de 1485 habitants en 1977 à 5040 en 2017.

## Lieux et monuments
- Musée Paul-Gauguin, créé en 1964 par le père O’Reilly grâce au concours financier de la Fondation Singer-Polignac[4].
- Eglise Sainte-Elisabeth. L'église actuelle a été dédicacée par Mgr Hubert Coppenrath le 10 septembre 2005.

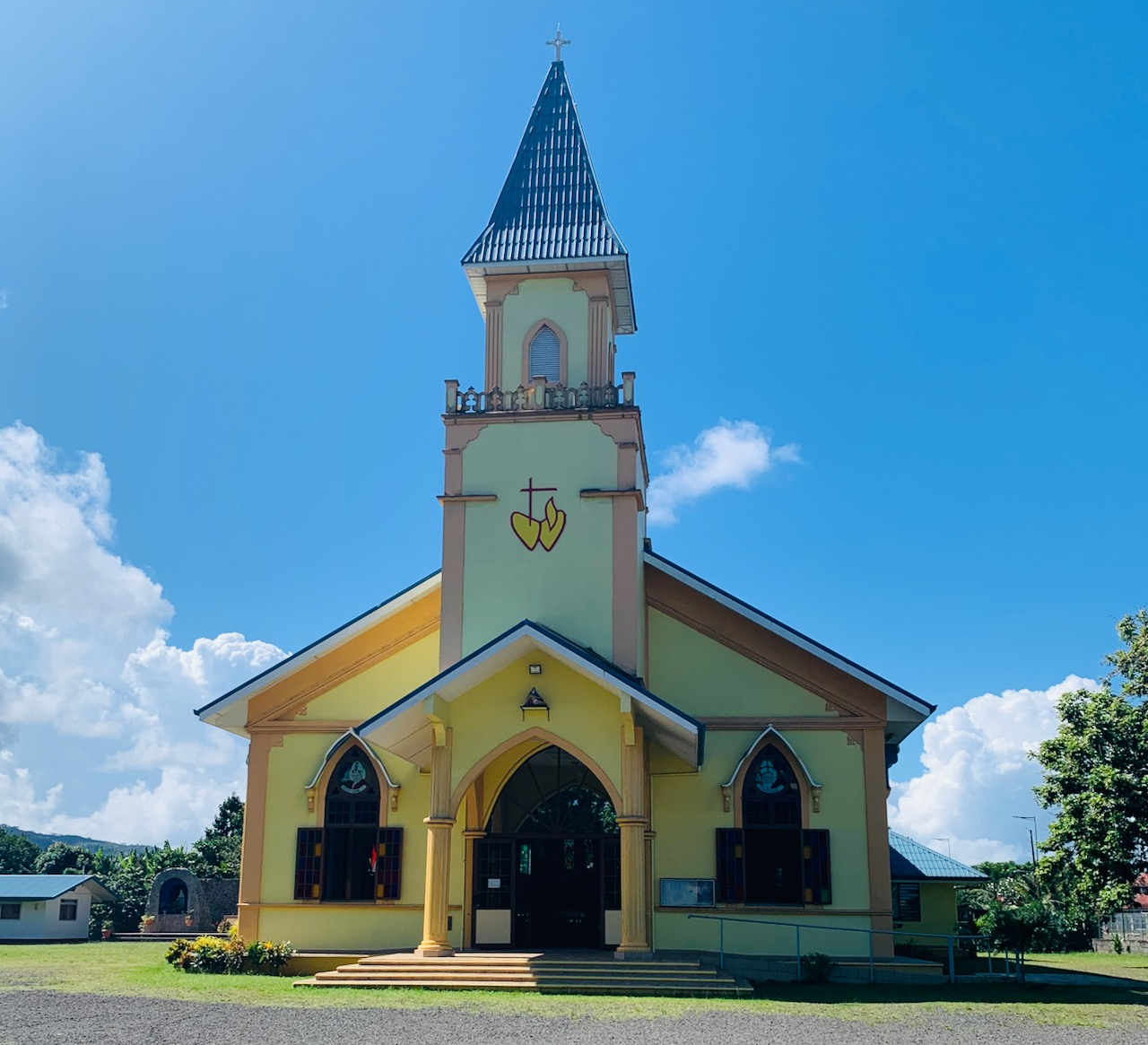
Entrée
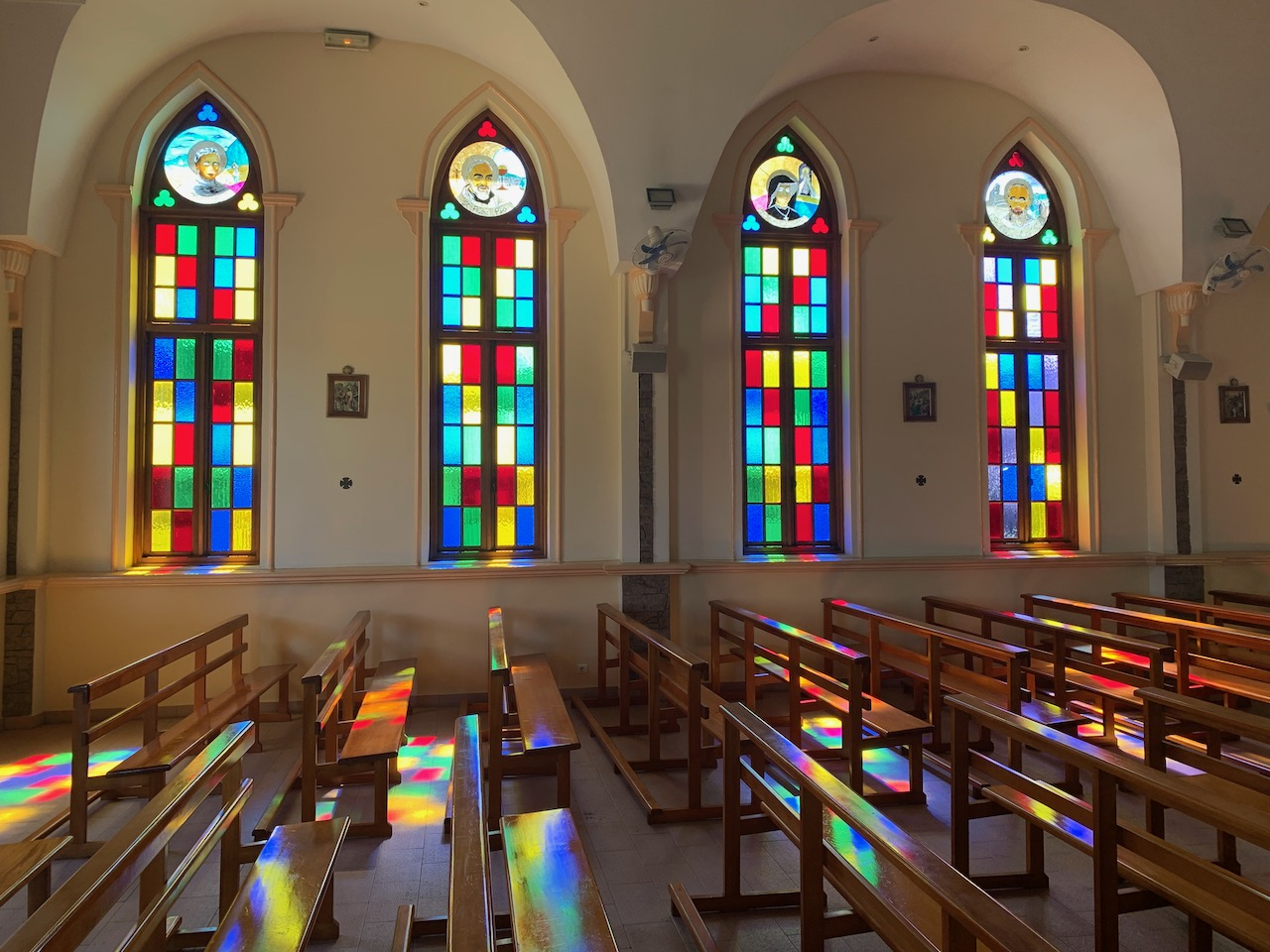
Vitraux
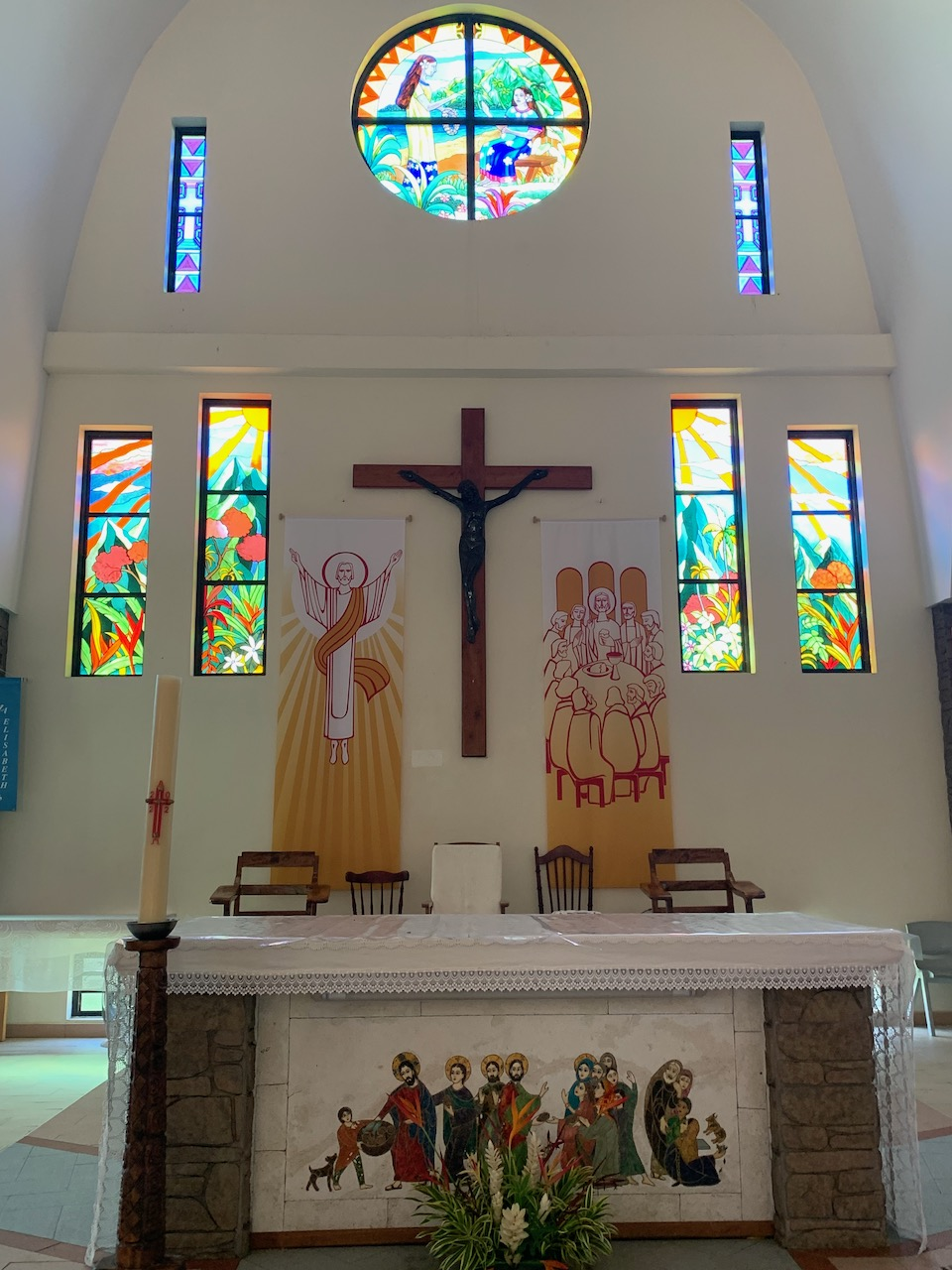
Chœur

- Maison de l'écrivain britannique Robert Keable (en), où il a vécu de 1922 à 1927. Ouverte à la visite.
- Jardin botanique, créé en 1919 par un Américain, Harrison Smith (1872-1947). Sur 14 hectares, le jardin abrite de nombreuses plantes tropicales et notamment une forêt de châtaigniers tahitiens (mape). On peut y voir aussi une tortue géante des Galápagos, arrivée en 1928 ; son compagnon, arrivé en même temps, est mort en janvier 2018[4].

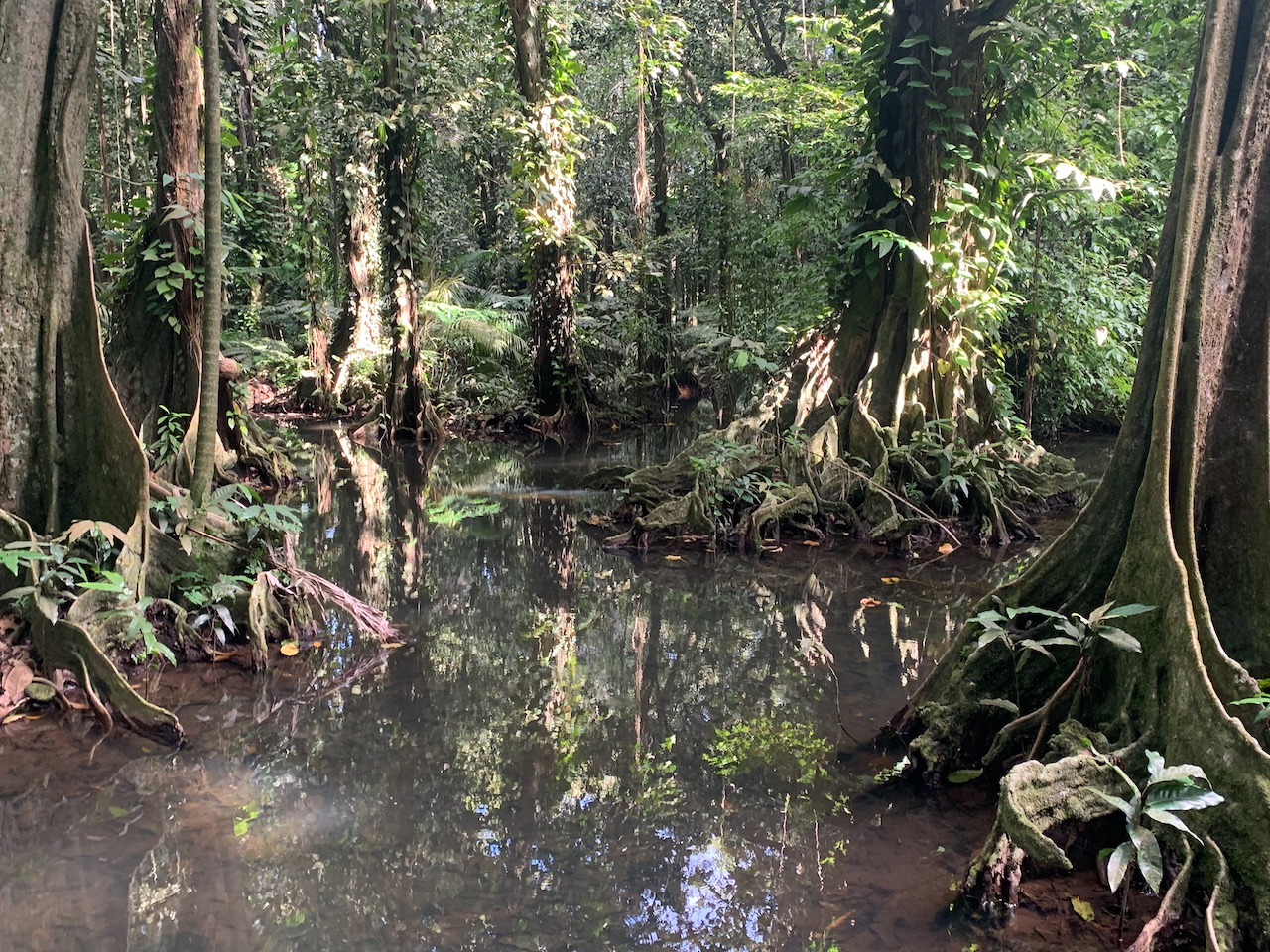
Forêt de mape
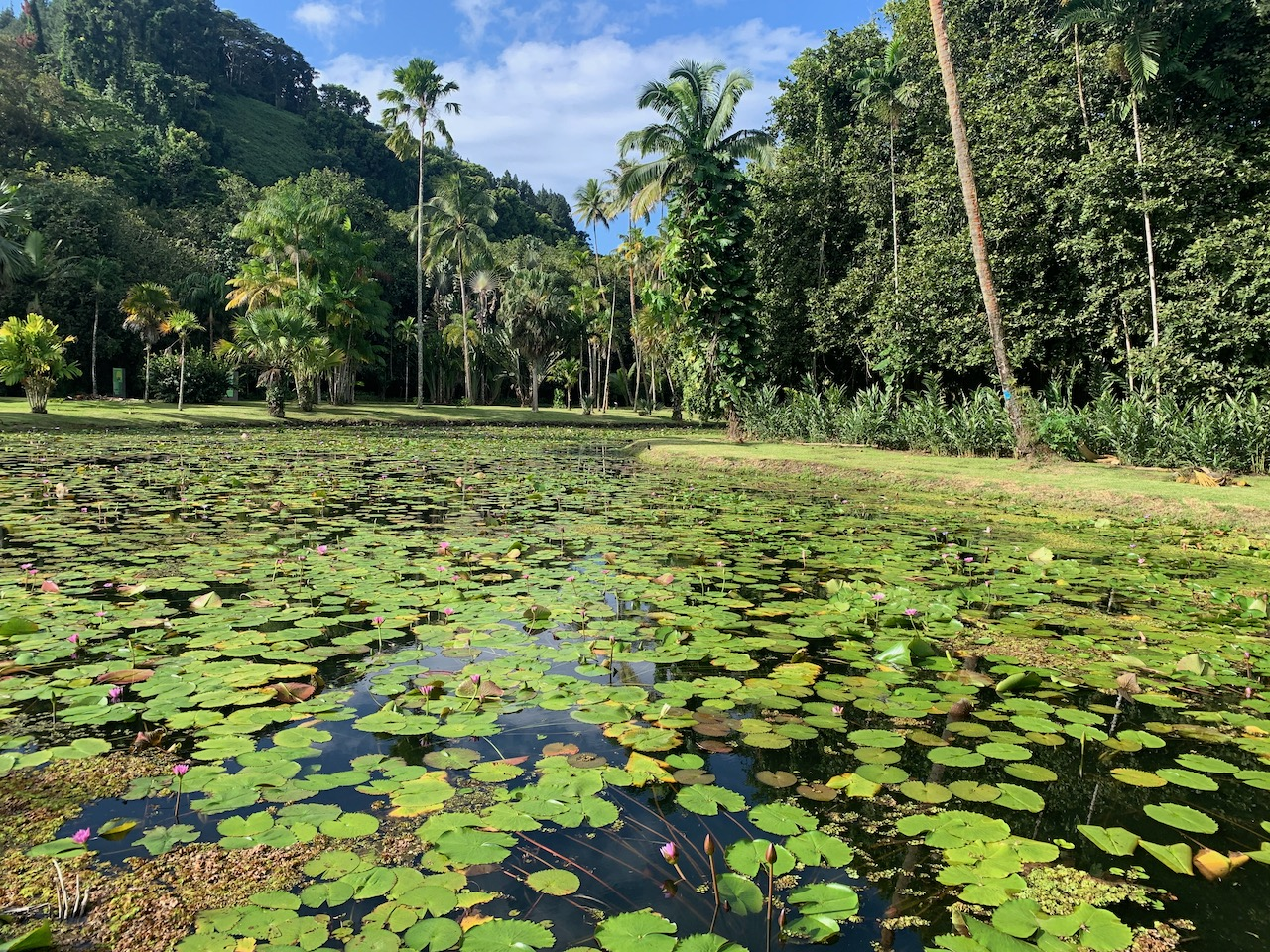
Bassin de nénuphars
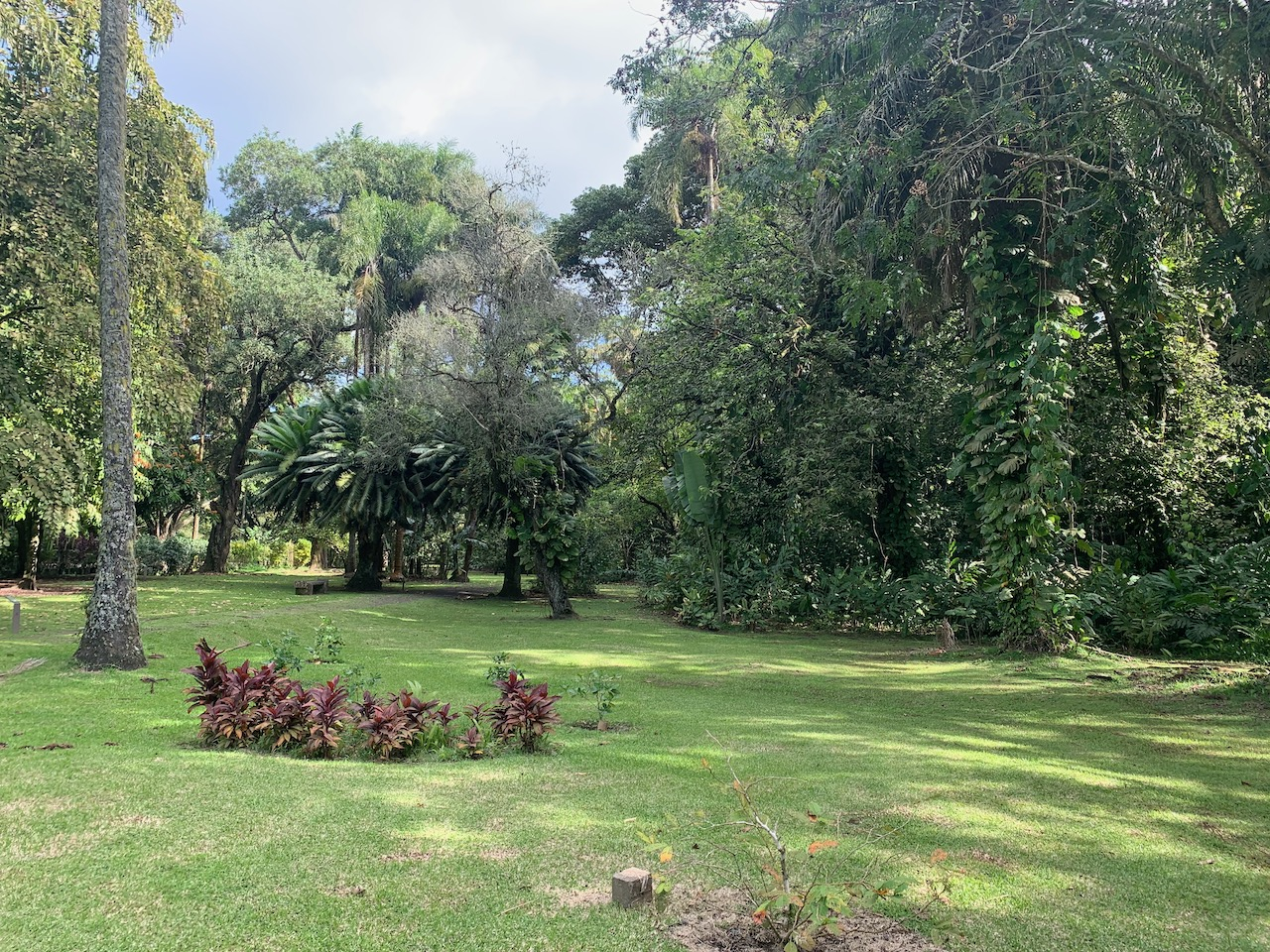
Vue du jardin

- Toboggan naturel de Vaiumete, dans une vallée intérieure à la riche végétation[4].
- Centre pénitentiaire pour hommes de Polynésie française, mis en service le 15 mai 2017[5].